# Rắn chuông lưng đốm thoi miền đông
Rắn chuông lưng đốm thoi miền đông (Crotalus adamanteus) là một loài rắn trong họ Rắn lục. Loài này được Palisot De Beauvois mô tả khoa học đầu tiên năm 1799.

## Hình ảnh

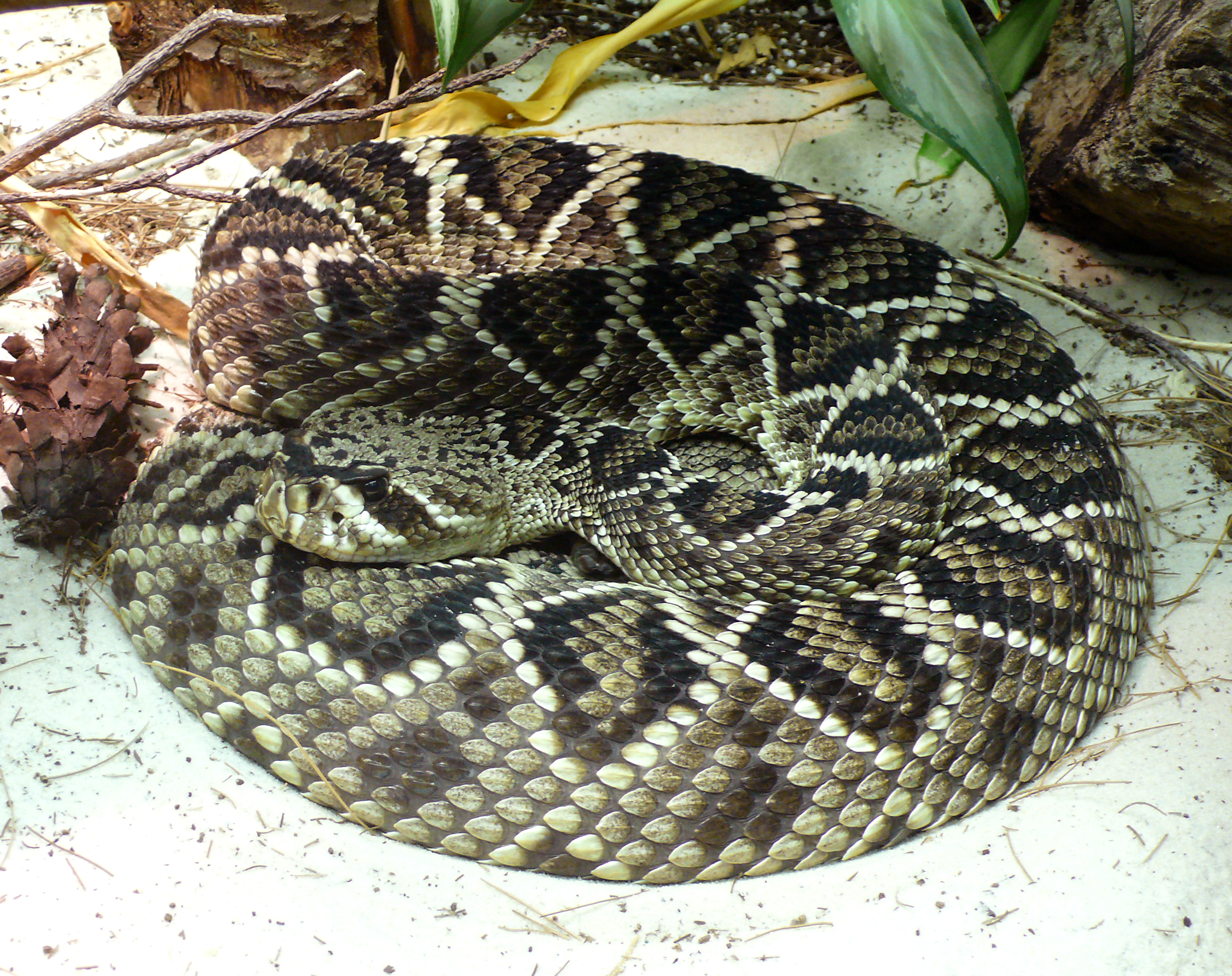
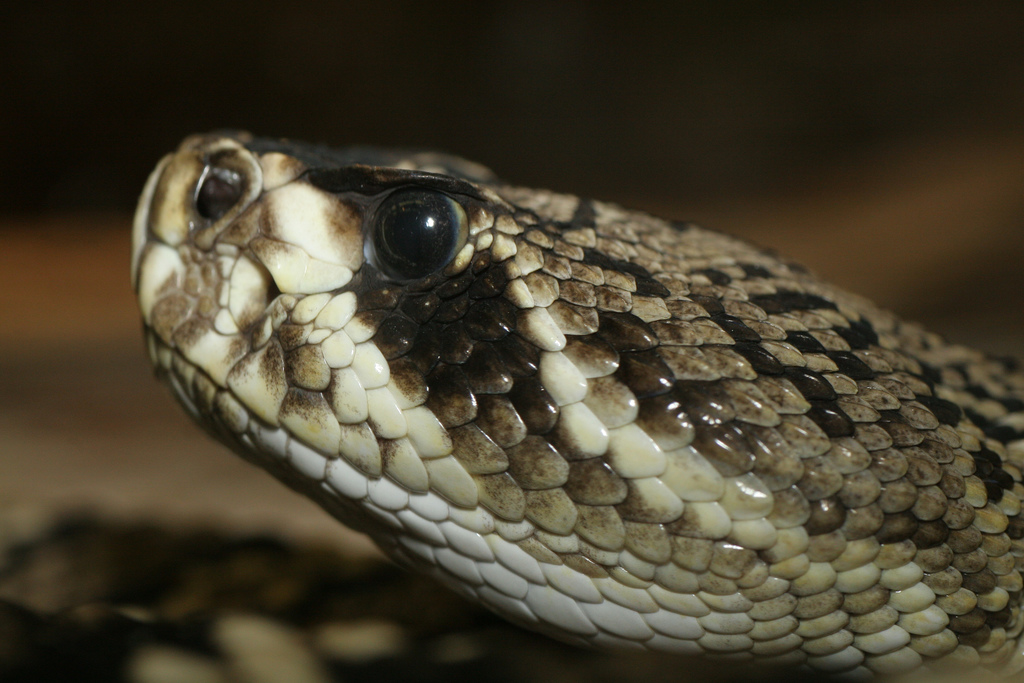
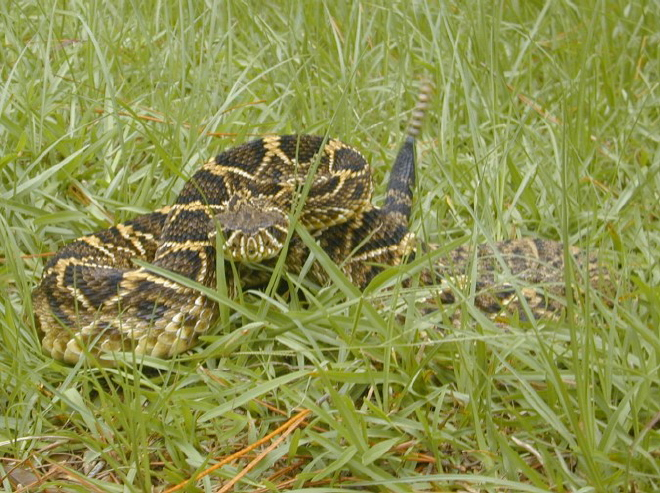